# افشانه فوم

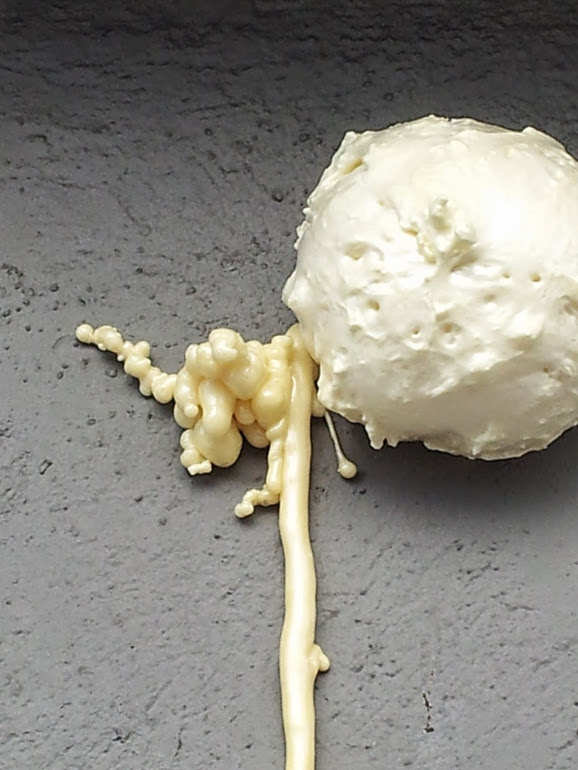

یک ابزار صنعتی است که اولین بار در سال ۱۹۸۹ توسط مؤسسه تحقیقاتی بیوتکنولوژی آلمان به دنیا عرضه شد.
پایه اولیه این افشانه پلی یورتان (ماده اولیه ابر) است؛ و زمینه کاربردش در مفاصل و اتصالات داخلی و خارجی ساختمانها، درزهای افقی و عمودی مابین اجزاء پیش ساخته در ساختمانهای بلند، برجها، درزهای اتصالی، تراس‌ها، در اتصالات چوبی، فلزی، پلاستیکی به عنوان یک درزگیر ضد آب وضد حرارت و ضد صدا می‌باشد.
پیش از این بجای این افشانه از بشکه‌های بزرگ یورتان استفاده می‌کردند؛ که امکان خشک شدن محصول در شاتر (وسیله پاشنده یورتان) وجود داشت.
همچنین استفاده از بشکه‌های بزرگ وقت گیر وهزینه بر بود.
بزرگترین تولیدکننده این محصول کشور ترکیه می‌باشد.
تقریباً به تمام مواد و اجزاء ساختمانی می‌چسبد (بجز پلی اتیلن، پلی پروپیلن و تفلون). فوم خشک شده می‌تواند بریده شده، سنباده زده شده، گچ کاری شده و یا رنگ شود. در مقابل تمام شرایط جوی مقاوم و ضد رطوبت است ، همچنین از اتلاف حرارت جلوگیری می‌کند.

## انواع اسپری فوم
در حال حاضر، انواع مختلفی از اسپری فوم تولید و به بازار عرضه می‌شود. دو نوع کلی اسپری فوم به شرح زیر هستند:
- اسپری فوم پلی اورتان سلول باز
- اسپری فوم پلی اورتان سلول بسته